# Planchonella mandjeliana
Planchonella mandjeliana är en tvåhjärtbladig växtart som beskrevs av Jérôme Munzinger och Swenson. Planchonella mandjeliana ingår i släktet Planchonella och familjen Sapotaceae. Inga underarter finns listade i Catalogue of Life.